# Bandera de la Gihad
La Bandera del Gihad és un símbol històric i oficial de l'islam, aquesta bandera es considerada com a sagrada pels [[musulmans|musulmans]] i és una part important del deure del gihad. La característica principal de la bandera és tenir tot el fons de color negre i el centre de color blanc, amb la xahada. Algunes variacions de la bandera han estat adoptades per alguns estats sobirans com l'Aràbia Saudita, i recentment per organitzacions islamistes radicals com Al-Qaeda i pel grup terrorista takfirista Daesh.

## Galeria

### Països i nacions

#### Estats existents

Bandera de l'Aràbia Saudita
Bandera de l'Afganistan
Bandera de Somalilandia

#### Estats desapareguts

Bandera de la Primera República del Turkestán Oriental
Estat Islàmic de l'Afganistan

### Grups terroristes

Bandera d'Al-Qaeda
Bandera d'Al-Qaeda i les seves filials
Bandera d'Estat Islàmic i les seves filials
Bandera d'Al-Xabaab
Bandera del Front Moro d'Alliberament Islàmic
Bandera dels talibans
Bandera d'Hamàs
Bandera de l'Estat Islàmic (Daeix) a Indonèsia
Bandera del Front Al-Nusra (Jabat al-Nusra)